# Une vraie blonde
Pour plus de détails, voir Fiche technique et Distribution.
Une vraie blonde (The Real Blonde) est un film américain réalisé par Tom DiCillo, sorti en 1997.

## Synopsis
Joe est un aspirant acteur de Manhattan qui cherche à percer mais refuse d'accepter des rôles qui vont à l'encontre de ses aspirations artistiques. Il vit depuis six ans avec Mary, une esthéticienne qui paie la plupart des factures et commence à en avoir assez. Bob, le meilleur ami de Joe qui a une fascination pour les blondes naturelles, obtient un rôle important dans un soap opera tandis que Joe, ravalant sa fierté, accepte de faire une apparition dans un clip de Madonna.

## Fiche technique
- Titre original : The Real Blonde
- Réalisation : Tom DiCillo
- Scénario : Tom DiCillo
- Photographie : Frank Prinzi
- Montage : Keiko Deguchi et Camilla Toniolo
- Musique : Jim Farmer
- Société de production : Lakeshore Entertainment
- Pays d'origine :  États-Unis
- Langue originale : anglais
- Format : couleur - 1,85:1 - Dolby Digital
- Genre : comédie
- Durée : 105 minutes
- Dates de sortie : 
  - France : 14 septembre 1997 (Festival du cinéma américain de Deauville)
  - États-Unis : 27 février 1998
  - France : 11 mars 1998

## Distribution
- Matthew Modine (VF : Cyril Aubin) : Joe
- Catherine Keener (VF : Carole Franck) : Mary
- Maxwell Caulfield (VF : Pierre Tessier) : Bob
- Daryl Hannah (VF : Marjorie Frantz) : Kelly
- Bridgette Wilson (VF : Stéphanie Murat) : Sahara
- Marlo Thomas (VF : Frédérique Cantrel) : Blair
- Kathleen Turner (VF : Micky Sébastian) : Dee Dee Taylor
- Elizabeth Berkley (VF : Dominique Léandri) : Tina
- Daniel von Bargen : Devon
- Denis Leary (VF : Bernard Bollet) : Doug
- Steve Buscemi (VF : Gérard Darier)  : Nick
- Dave Chappelle : Zee
- Christopher Lloyd (VF : Michel Ruhl) : Ernst
- Buck Henry (VF : Rémy Darcy) : le docteur Leuter

- Version française [1]
  - Studio de doublage : Alter Ego
  - Direction artistique : Hervé Icovic & François Dunoyer
  - Adaptation : Jacqueline Cohen

## Accueil
Le film n'a connu qu'une sortie limitée dans dix salles aux États-Unis. En France, il a réalisé 84 822 entrées.
Il obtient 33 % de critiques positives, avec une note moyenne de 5,4/10 et sur la base de 27 critiques collectées, sur le site Rotten Tomatoes. Sur Metacritic, il obtient un score de 48/100 sur la base de 19 critiques collectées .